# Anthosactis excavata
Anthosactis excavata is een zeeanemonensoort uit de familie Actinostolidae.
Anthosactis excavata is voor het eerst wetenschappelijk beschreven door Hertwig in 1882.